# Kung Oscars mottagning i Kristianstad
Kung Oscars mottagning i Kristianstad je švédský němý film z roku 1906. Producentem je N. E. Sterner. Film trvá zhruba 7 minut. Film měl premiéru 12. září 1906.

## Děj
Film zachycuje návštěvu tehdejšího švédského krále Oskara II. v Kristianstadu 6. září 1906.